# 高湜
高湜（538年—560年），字须达，勃海郡修县（今河北省衡水市景县）人，東魏权臣高欢高欢第十一子。母为游氏。北齐开国时封高阳王。

## 生平
高湜因为人滑稽便辟，口齿伶俐，讨得了嫡兄文宣帝高洋的欢喜，常在高洋左右煽风点火，帮着行杖痛打诸王，太后娄昭君很反感。高湜的岳父护军长史张晏之曾在要道对他下拜，高湜不礼。高洋问为什么，高湜道：“一个无官职的汉人，对他行礼做什么！”高洋于是擢拜张晏之为徐州刺史。
天保十年（559年）十月高洋崩，高湜在国葬礼上负责导引梓宫，临葬吹笛，声称“至尊颇知臣不”，又击胡鼓为乐。娄昭君发怒，命人把高湜打了一百棍。乾明元年二月六日（560年3月18日）高湜毙命。娄昭君哀哭，曰：“我看他不长进，管教一下，哪想到他就这样带伤死了！”
同年，追赠高湜假黄钺、太师、司徒、录尚书事。谥號為康穆。儿子高士义袭爵。

## 夫人
- 清河张氏，北齐兖州刺史張宴之之女